# James William Denver
Pour les articles homonymes, voir Denver (homonymie).
James William Denver (né le 23 octobre 1817 à Winchester, en Virginie et mort le 9 août 1892 à Washington, dans le district de Columbia) est un homme politique, un militaire et un avocat américain du XIXe siècle.

## Biographie
James William Denver participe au gouvernement de la Californie et prend part à deux guerres comme officier de l'armée américaine. Il fut également député de Californie à la Chambre des représentants pour le Parti démocrate. Il termina sa carrière politique comme secrétaire et gouverneur du territoire du Kansas. La ville de Denver dans le Colorado porte son nom.